# Холопов, Бронислав Борисович
Бронислав Борисович Холопов (10 июля 1934 г., Ярославль — 8 октября 2002, Москва) — советский и российский писатель, журналист.

## Биография
Родился 10 июля 1934 года в Ярославле. Окончил среднюю школу с золотой медалью. В 1952—1957 учился на факультете журналистики МГУ. Работал журналистом в различных изданиях и на радиостанциях, в том числе в ГДР (Радиостанция Волга) и Чехословакии. Работал в журналах «Советский Союз» и «Дружба народов», занимая в последнем различные должности: с 1975 по 1984 год заведующий отделом очерка и публицистики, с 1984 по 1986 ответственный секретарь, с 1986 года заведующий отделом культуры и искусства. C 1988 по 1992 годы - заместитель главного редактора журнала.
Холопов умер 8 октября 2002 года в Москве.

## Творчество
Писал в жанре публицистики и автобиографического рассказа, публиковался в журналах «Советский Союз», «Новый мир» и «Дружба народов». Опубликовал книги: «К родному порогу: очерки» (1976), очерк «Село великое — село упрямое» в сборнике «Не считай шаги путник» (1977), «По Вахшу вверх» (1984), «Всполье. Ярославские повествования» (2002), множество рассказов, эссе и переводов.

## Публикации
- К родному порогу: очерки. Москва: Советский писатель, 1976
- Село великое — село упрямое. В: Не считай шаги путник. Москва: Известия, 1977
- По Вахшу — вверх! Книга очерков. Москва: Советский писатель, 1984
- Всполье. Ярославские повествования. Москва: Советский писатель, 2002